# アンタエウスオオクワガタ
アンタエウスオオクワガタ (Dorcus antaeus) は、コウチュウ目・クワガタムシ科・クワガタ属・オオクワガタ亜属の1種である。
そのたくましい姿から、ギリシャ神話の巨人「アンタイオス」に由来する名前がつけられた。中国語では「安達祐実大鍬形虫」と呼ばれている。 

## 形態
オオクワガタの仲間で最も重厚な体型をしていて、大型であり、体の横幅が広く、厚みがある。
オスの大アゴは特に太く、湾曲し、体色は光沢のある黒色である。
他のオオクワガタに見られるような大アゴのつけ根の近くの突起（眼上突起）は目立たず、メスの上翅には縦のスジがない。大アゴのつけ根の裏側にはオレンジ色の毛束がある。

## 分布
インド北部、ネパール、ブータン、シッキム、ミャンマー、中国南部、タイ北部、ラオス、ベトナム北部、マレー半島。
熱帯地方に住むことから、和名でミナミオオクワガタと呼ばれていた。

## 生態
熱帯から亜熱帯の、標高,1000メートル以上の広葉樹の森林地帯に生息し、生息数は少ない。
日本よりも南方の地域に分布しているが、主として標高が高く冷涼な気候帯に分布する。特に、ヒマラヤでは標高2,000メートル以上の地域にも生息している。また、主として季節的な気温の変動が少ない低緯度地域に分布する。
成虫は、広葉樹の樹液を餌としている。夜行性であり、外灯などにも飛来する。分布域における季節的な気温の変動が少ないため、活動期は日本のオオクワガタよりも長い。
オスは樹液が出る大木の洞などを縄張りにしている。メスはオスの縄張りや産卵場所を求めて飛び歩き、広葉樹の太い倒木や立枯れの地中部に産卵する。成虫での寿命は2-3年である。
産卵から約1ヵ月ほどで孵化した幼虫は、地上から地下までの広葉樹の朽木の中で生活し、その朽木を食べて育つ。他のオオクワガタ類より、湿度が高く、より腐朽が進んだ朽木を好む。幼虫期間は生育場所や気温条件によって幅があり、半年-2年である。
終令幼虫は、蛹になるために、蛹室（ようしつ）を作り始めて、約1ヵ月かけて蛹となる。
蛹は約1ヵ月ほど経過してから羽化し、成虫となる。羽化した成虫は、すぐには活動せず、約2ヵ月ほど経過してから、蛹室を出て活動を開始する。
多くの生息地でクルビデンスオオクワガタと混生している。
個体数はクルビデンスオオクワガタより多く、幼虫はより湿度の高い朽木を好む。
近年、日本への輸出のため、現地の人々が収入源としてクワガタ捕獲していて、大木を切り倒していることが社会問題となり、環境への影響が心配された時期があった。

## 分類
アンタエウスオオクワガタは長らく１種として扱われてきたが、
2010年12月20日発行の「世界のクワガタムシ大図鑑」により3つの亜種に整理された。
3亜種の中で、マレー半島の個体群は分布が飛んでおり、また比較的区別しやすいとされるが
その他の地域では変異は連続的であり、分布の境界線も明確ではない。
加えて小型のオスや特にメスの区別は簡単なものではない。
Dorcus antaeus antaeus （原名亜種）　
　　分布：インド北東部・ブータン・シッキム・ミャンマー西部あたり
　　体長：オス35.0〜89.0mm　飼育下94.2mm(2021年)　・メス34.0〜48.0mm
　　特徴：3亜種の中で最も大きくなり、オス体は他の亜種に比べて体はやや細長く、光沢が強い。
また、大あごの湾曲が弱く、大型個体では内歯はより前方に突出し、斜め前方を向く。
Dorcus antaeus miyashitai
　　分布：ミャンマー東部・タイ北部・ラオス北部・ベトナム北部・中国雲南省南部・（海南島？）
　　体長：オス33.8〜87.1mm 　飼育下86.8mm（2024年）　・メス33.0〜47.0mm
　　特徴：原名亜種に比べてオスの体と大あごは太短く、光沢はやや鈍い。
大型個体では大あごの内歯が側方に突出する。
Dorcus antaeus datei
　　分布：マレー半島・ベトナム南部
　　体長：オス35.0〜80.0mm　飼育下83.2mm（2015年）　・メス31.0〜46.0mm
　　2特徴：3亜種中最も小型で、オスの大あごは太短く湾曲が強い。
また、大あごの先端部と内歯はより鋭く突出して、前胸背板の前方がより広い。